# Drosophila pseudomayri
Drosophila pseudomayri este o specie de muște din genul Drosophila, familia Drosophilidae, descrisă de Baimai în anul 1970. Conform Catalogue of Life specia Drosophila pseudomayri nu are subspecii cunoscute.